# Voddenman

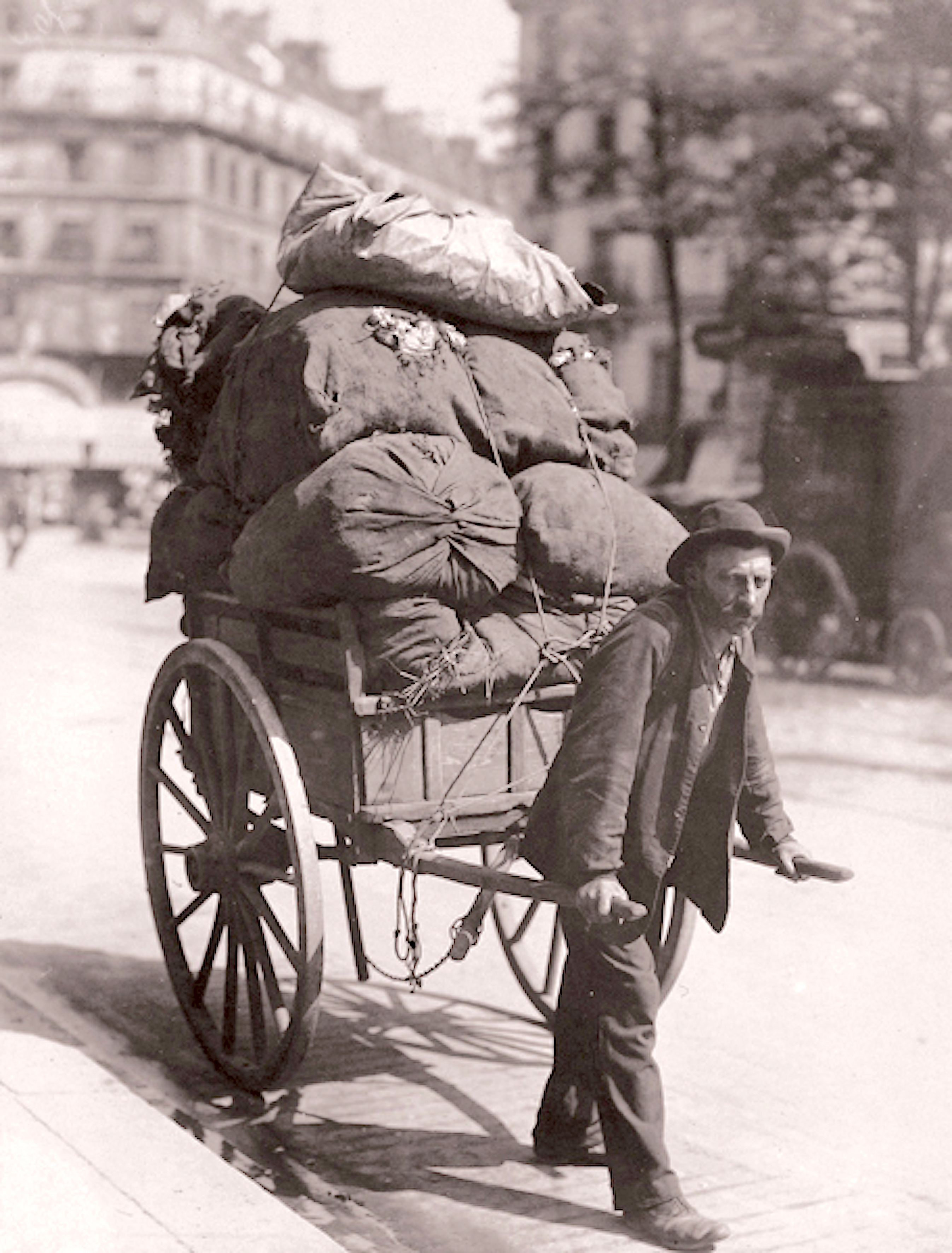
Voddenboer (fotograaf: Eugène Atget, Parijs, 1899)

Een voddenman of voddenboer, in sommige delen van Nederland ook wel lorrenboer genoemd (in België kloddengaarder), was iemand die oude kleren opkocht en weer doorverkocht voor de fabricage van papier of poetskatoen.
Tot in de jaren zestig van de twintigste eeuw kwam hij langs door de straat met paard en wagen, bakfiets of handkar. Men kon aan hem oude kleding en beddengoed als vodden aanbieden. De jutezak met vodden werd gewogen met behulp van een weeghaak.
De voddenman noemde zijn kiloprijs en de huisvrouw die de vodden wilde verkopen, probeerde er nog 1 of 2 cent meer voor te krijgen, soms lukte dat, meestal niet. Soms was er sprake van 'ruilhandel', de handelaar had dan op zijn kar allerlei vooral voor kinderen aantrekkelijke hebbedingetjes uitgestald die hij aanbood in ruil voor vodden.
In de jaren zeventig van de twintigste eeuw werden de vodden ook vaak gratis meegegeven.
De voddenman verdween in de welvarende wereld geheel uit het straatbeeld. Vodden of oude kleren werden daarna geschonken aan kringloopwinkels of als textielafval gescheiden ingezameld en hergebruikt.